# Чирынайэнничкиваамкай
Чирынайэнничкиваамкай — река на Дальнем Востоке России. Протекает по территории Анадырского района Чукотского автономного округа. Длина реки составляет 50 км.
Название в переводе с чукот. — «маленькая горная речка, текущая от глинистой горы».
Берёт начало в горах Чирынгэгти, впадает в Чирынай, являясь её правым притоком.
Вдоль русла реки простирается редкотравный луг, в пойме произрастает ольховник вейниковый и разнотравный.